# Galumna obvia
Galumna obvia är en kvalsterart som först beskrevs av Berlese 1914.  Galumna obvia ingår i släktet Galumna och familjen Galumnidae.

## Underarter
Arten delas in i följande underarter:
- G. o. obvia
- G. o. sinensis